# الكسندر سانت. كلير-أبرامز
الكسندر سانت. كلير-أبرامز هو محامي وسياسي أمريكي، ولد في 10 مارس 1845 في نيو أورلينز في الولايات المتحدة، وتوفي في 1931 في جاكسونفيل في الولايات المتحدة. نشط حزبياً في الحزب الديمقراطي. وقد انتخب عضو مجلس ولاية فلوريدا ‏.